# Освајачи олимпијских медаља у атлетици — 10 километара ходање за жене
Освајачи олимпијских медаља у атлетици за жене у дисциплини 10 км ходање која је била на програму игара 1992 и 1996. године, приказани су у следећој табели. Ову дисциплину од 2000. године заменила је нова и дужа дисциплина 20 км ходање, која је и данас на програму игара.
| Дисциплина             |                            | Резултат |                                    | Резултат |                   | Резултат |
| Барселона 1992. детаљи | Чен Јелинг · Кина          | 44:32 ОР | Јелена Николајева · Уједињени тим° | 44:33    | Ли Чунксиу · Кина | 44:31    |
| Атланта 1996. детаљи   | Јелена Николајева · Русија | 41,49 ОР | Елизабета Пероне · Италија         | 42,12    | Ванг Јен · Кина   | 42,19    |

- °Екипа СССР је наступала као Заједница независних држава под олимпијском заставом
- ОР = Олимпијски рекорд

## Биланс медаља у дисциплини 10 км ходање
|    | Држава        | Злато | Сребро | Бронза | Укупно |
| -- | ------------- | ----- | ------ | ------ | ------ |
| 1. | Кина          | 1     | -      | 2      | 3      |
| 2. | Русија        | 1     | -      | -      | 1      |
|    | Италија       | -     | 1      | -      | 1      |
| 4. | Уједињени тим | -     | 1      | -      | 1      |
|    | Укупно (4)    | 2     | 2      | 2      | 6      |